# Sour John
Sour John és una concentració de població designada pel cens dels Estats Units a l'estat d'Oklahoma. Segons el cens del 2000 tenia 61 habitants.

## Demografia
Segons el cens del 2000, Sour John tenia 61 habitants, 23 habitatges, i 18 famílies. La densitat de població era de 4,1 habitants per km².
Dels 23 habitatges en un 39,1% hi vivien nens de menys de 18 anys, en un 65,2% hi vivien parelles casades, en un 4,3% dones solteres, i en un 21,7% no eren unitats familiars. En el 17,4% dels habitatges hi vivien persones soles el 8,7% de les quals corresponia a persones de 65 anys o més que vivien soles. El nombre mitjà de persones vivint en cada habitatge era de 2,65 i el nombre mitjà de persones que vivien en cada família era de 3,06.
Per edats la població es repartia de la següent manera: un 27,9% tenia menys de 18 anys, un 6,6% entre 18 i 24, un 27,9% entre 25 i 44, un 21,3% de 45 a 60 i un 16,4% 65 anys o més.
L'edat mediana era de 39 anys. Per cada 100 dones de 18 o més anys hi havia 109,5 homes.
La renda mediana per habitatge era de 32.500 $ i la renda mediana per família de 43.750 $. Els homes tenien una renda mediana de 38.750 $ mentre que les dones 11.250 $. La renda per capita de la població era de 23.772 $. Entorn del 15% de les famílies i el 13,4% de la població estaven per davall del llindar de pobresa.

## Poblacions més properes
El següent diagrama mostra les poblacions més properes.